# Smerinthus alticola
Smerinthus alticola är en fjärilsart som beskrevs av Clark 1922. Smerinthus alticola ingår i släktet Smerinthus och familjen svärmare. Inga underarter finns listade i Catalogue of Life.